# (1608) Muñoz
(1608) Muñoz – planetoida z pasa głównego asteroid okrążająca Słońce w ciągu 3 lat i 108 dni w średniej odległości 2,21 au. Została odkryta 1 września 1951 roku w obserwatorium w La Placie przez Miguela Itzigsohna. Nazwa planetoidy pochodzi od F. A. Muñoza, astronoma pracującego w La Plata Observatory. Przed nadaniem nazwy planetoida nosiła oznaczenie tymczasowe (1608) 1951 RZ.